# Adult Contemporary (hitparáda)
Adult Contemporary hitparáda s týdenní periodicitou. Vydavatelem je hudební časopis Billboard, který vytváří žebříček nejpopulárnějších skladeb v rádiích zaměřených na hudbu adult contemporary a lite-pop, a to v rámci území Spojených států. Žebříček je vytvářen z dat hudebních programů rádií – členů rozhlasového panelu Adult Contemporary, jež jsou přeposílána do magazínu Billboard. První hitparáda byla vydána 17. července 1961.
Název žebříčku se postupně vyvíjel. V letech 1961–1962 a 1965–1979 nesla hitparáda pojmenování Easy Listening, následně se mezi roky 1962–1964 označovala jako Middle-Road Singles, v období 1964–1965 Pop-Standard Singles a v tříleté éře 1979–1982 bylo jejím označením Hot Adult Contemporary Tracks. Od roku 1983 užívá názvu Adult Contemporary Singles.
V prvním vydání z července 1961 se stal premiérovým hitem číslo jedna „Boll Weevil“ od Brooka Bentona. Absolutního rekordu z hlediska interpretů dosáhla kanadská zpěvačka Céline Dion, která k roku 2007 se svými skladbami figurovala na čele 87 týdnů. Druzí Elton John a Lionel Richie měli své hity na prvním místě po 47 týdnů.
Periodikum Billboard vytvořilo v roce 1996 další hitparádu Adult Top 40, která je postavena na hudebních programech amerických rozhlasových stanic na pomezí žánrů adult contemporary a pop music. Jedná se o odlišný žebříček.